# Incredibile opposizione tour 94
Incredibile Opposizione Tour 94 è il primo album nato dalla collaborazione tra i 99 Posse e i Bisca. Registrato tra il 28 maggio e il 17 settembre del 1994, Incredibile Opposizione Tour è un doppio cd live che riporta i momenti salienti di un fitto tour di 58 date in tutta Italia.

## Tracce

### Disco Uno
1. Presento - 0:29
2. 'A Murzett - 7:02
3. Napoli - 3:55
4. Un Bel di Vedremo - 9:44
5. Salario Garantito - 5:57
6. 'O Sfruttamento - 5:26
7. Tammuriata Del Lavoro Nero - 5:32
8. Rappresaglia - 6:13
9. La Bomba Intelligente - 9:27
10. Lui - 3:19

### Disco Due
1. Odio - 4:33
2. G7 - 3:16
3. Rigurgito - 2:02
4. S'Adda' Appiccia - 4:15
5. Cildren Ov Babilon - 4:40
6. Curre Curre Guaglio' - 8:04
7. Sotto Attacco Dell'Idiozia - 10:20
8. Ripetutamente - 5:13
9. L'Applausometro - 1:02
10. Miracoli - 8:39
11. Preghiera - 4:59
12. Ripetutamente (Reprise) - 4:56

## Formazione
- Luca "'O Zulù" Persico - voce
- Sergio "Serio" Maglietta - voce, sax, tastiere
- Elio "100 gr." Manzo - chitarra, cori, tastiere
- Massimo "JRM" Jovine - basso, cori
- Claudio "Clark Kent" Marino - batteria, cori